# Elio Bertocchi
Elio Bertocchi (né le 16 septembre 1919 à Poggio Renatico et mort le 27 août 1971 à Rome) est un coureur cycliste italien. Professionnel de 1942 à 1954, il a notamment remporté quatre étapes du Tour d'Italie.

## Palmarès
- 1942
  - Coppa San Geo
- 1943
  - 2e du Tour du Latium
  - 2e du Tour de Romagne
  - 3e du Tour d'Émilie
- 1946
  - 8e et 16eb étapes du Tour d'Italie
  - 1re étape de la Ronde de France
  - 2e de la Ronde de France
  - 3e du Circuit de la vallée de la Loire
- 1947
  - 9e étape du Tour d'Italie
- 1948
  - 18e étape du Tour d'Italie
- 1951
  - 3ea étape de Rome-Naples-Rome
  - 3e du GP Ceprano

## Résultats sur les grands tours

### Tour de France
- 1947 : abandon (3e étape)

### Tour d'Italie
- 1946 : 33e, vainqueur de deux étapes
- 1947 : 20e, vainqueur d'étape
- 1948 : 22e, vainqueur d'étape
- 1951 : abandon